# Pegalongan
Pegalongan is een bestuurslaag in het regentschap Banyumas van de provincie Midden-Java, Indonesië. Pegalongan telt 2137 inwoners (volkstelling 2010).